# رانی گولد
رانی گولد (انگلیسی: Ronnie Gould؛ زادهٔ ۲۷ سپتامبر ۱۹۸۲) بازیکن فوتبال اهل بریتانیا است.
از باشگاه‌هایی که در آن بازی کرده‌است می‌توان به باشگاه فوتبال همپتون و ریچموند بورو، باشگاه فوتبال تاروک، باشگاه فوتبال هیبریج، باشگاه فوتبال مالدون و تیپتری، و باشگاه فوتبال لیتون اورینت اشاره کرد.